# Bruno Grandi
Pour les articles homonymes, voir Grandi.
Bruno Grandi, né le 9 mai 1934 à Forlì et mort le 13 septembre 2019, est un dirigeant sportif italien.

## Biographie
Bruno Grandi, originaire de Forlì en Émilie-Romagne, a été professeur d'éducation physique à l'Institut supérieur d'éducation physique de Rome. Il était membre de l'équipe italienne de gymnastique artistique junior.
Président de la Fédération internationale de gymnastique de 1996 à 2019, Bruno Grandi est membre du Comité international olympique de 2000 à 2019.
Il a été le président de la Fédération italienne de gymnastique de 1977 à 2000.
En 2001, il est intronisé à l'International Gymnastics Hall of Fame.